# Колібрі-топаз
Колібрі-топаз (Topaza) — рід птахів родини колібрієвих. Вони зустрічаються у вологих лісах в басейні річки Амазонки. Самці є найбільшими колібрі. Самці мають загальну довжину близько 22 см (8 ½ дюйма), хоча цей розмір включає їх подовженні кермові пір'їни. Вони дуже барвисті, головним чином золотого та фіолетового забарвлення з чорним каптуром і зеленим горлом. Самиці мають подовжені стернові пір'їни і мають, в основному, зелене оперення.

## Види
Включають два види:
- Колібрі-топаз малиновий (Topaza pella)
- Колібрі-топаз вогнистий (Topaza pyra)